# 제이슨 우
제이슨 우(1982년 9월 27일 ~ )는 캐나다의 패션 디자이너로, 중국어 이름은 우지강(중국어 정체자: 吳季剛, 병음: Wú Jìgāng, 한자음: 오계강)이다.